# Бубчикова, Людмила Михайловна
Людмила Михайловна Бубчикова (род. 23 марта 1945, Москва) — советская баскетболистка. Мастер спорта СССР международного класса по баскетболу. В составе сборной СССР дважды становилась чемпионкой Европы.

## Биография
Родилась 22 марта 1945 года в Москве.
С 1955 по 1975 год выступала за московское «Динамо». Вместе с командой становилась серебряным и бронзовым призёром чемпионата СССР.
Являлась игроком сборной СССР. В 1968 году главный тренер команды Василий Колпаков включил Бубчикову в список участников чемпионата Европы, который проходил в Италии. По итогам турнира команда Советского Союза стала чемпионом. Спустя два года Людмила Бубчикова вновь завоевала золото континентального чемпионата, приняв участие в европейском первенстве в Нидерландах.
Окончила Государственный центральный ордена Ленина институт физической культуры (ГЦОЛИФК).

## Достижения
«Динамо» (Москва)
- Серебряный призёр чемпионата СССР: 1967
- Бронзовый призёр чемпионата СССР: 1966

СССР
- Чемпион Европы (2): 1968, 1970